# 利比里亚武装部队
利比里亚武装部队（AFL）是利比里亚共和国的武装力量。它的起源是由现在的利比里亚的第一批黑人殖民者组成的民兵，它是以1908年成立的利比里亚边防部队为基础建立起来的，并于1956年更为现在的利比里亚武装部队。在其几乎所有的历史中，利比里亚武装部队都从美国获得了大量的物资和训练援助。在1941-1989年的大部分时间里，训练主要由美国顾问提供，但是这种援助并没有阻止发展中国家大多数武装部队普遍存在的训练水平低和作战能力效性低下等问题。
在冷战的大部分时间里，除了在1960年代被派往刚果民主共和国的联合国在刚果的行动的一个加强连队外，AFL几乎没有什么军事行动。这种情况随着1989年第一次利比里亚内战的爆发而改变。利比里亚武装部队被卷入了这场从1989年持续到1996-1997年的冲突，与及之之后的从1999年持续到2003年的第二次利比里亚内战。
截至2014年，利比里亚武装部队由一个步兵旅、一个航空队和海岸警卫队组成。在战后的几年里，一名尼日利亚陆军军官曾担任武装部队的负责人。
2011年利比里亚宣布每年的2月11日为该国的武装部队日。

## 法律地位
2008年8月21日，《2008年新国防法》获得批准。它废除了1956年的《国防法》、1959年的《海岸警卫队法》和1986年的《利比里亚海军法》。利比里亚武装部队的职责和职能被正式规定如下：
- 第2.3(a)节。利比里亚武装部队的主要任务是捍卫利比里亚的国家主权和领土完整，包括陆地、空中和海上领土，抵御外来侵略、叛乱、恐怖主义和侵占。此外，利比里亚武装部队应应对自然灾害，并根据需要或指示从事其他民事工作。
- 第2.3(b)条。利比里亚武装部队也应参加联合国、非盟、西非经共体、马绍尔群岛和/或利比里亚可能是其成员的所有国际机构的国际维持和平行动和其他活动。所有这些活动只有在利比里亚总统授权和立法机构同意的情况下才能进行。
- 第2.3(c)条。在发生自然或人为灾害、爆发疾病或流行病时，利比里亚武装部队应向民政当局提供指挥、通信、后勤、医疗、运输和人道主义支持。这种援助应得到利比里亚总统的授权。
- 第2.3(d)条。武装部队应协助民事当局在陆地、海洋或空中进行搜索、救援和拯救生命；这种援助应经总统授权，由专门的搜索和救援单位与其他政府部委和机构一起立即作出反应。
- 第2.3（e）条。在和平时期，利比里亚武装部队局的职责应包括对国家执法机构的支持，如果这种支持被总统要求并批准。这种支持应包括信息交流、人员培训，以及安全特遣队的动员和部署。但在和平时期，利比里亚武装部队在任何时候都不得在利比里亚境内从事执法工作，这种职能是利比里亚国家警察和其他执法机构的特权。尽管如此，根据司法部向国防部提出的请求，并经利比里亚总统批准，利比里亚武装部队的宪兵可以根据当时的情况向这些执法机构提供援助。武装部队只在威胁超过执法机构的应对能力时，作为最后手段进行干预。
- 第2.5节：利比里亚武装部队的行为标准。利比里亚武装部队的成员在任何时候都应根据民主价值和人权履行其职责。他们应以无党派的方式履行职责，以赢得公民尊重和信任的方式服从上级官员的所有合法命令和指挥，并为维护和促进对法治的尊重作出贡献。

## 历史

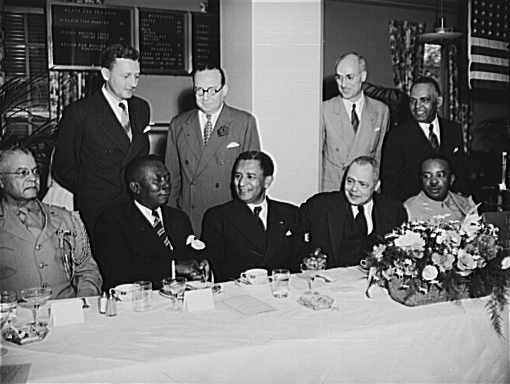
1943年利比里亚总统访问华盛顿时，利比里亚边防军总司令阿尔福德·拉斯上尉（坐在最右边）与巴克利总统的党员们坐在一起。

现代的利比里亚武装部队是由来自美国的第一批黑人殖民者组建的民兵发展而来。黑人殖民者民兵最初是在1822年8月成立的，当时人们担心梅苏拉多角（现在的蒙罗维亚）会受到攻击，定居点的行政官员指示动员所有身体健康的男性组成民兵并宣布戒严。
到1846年，民兵的规模已经扩大到两个团。1847年独立后，民兵继续充当国家的防御力量。1900年，年龄在16岁至50岁之间的利比里亚男子被认为有义务在民兵中服役。民兵还拥有一支由两艘小型炮艇组成的海军。19世纪50年代，利比里亚总统请求英国政府提供海军支持，将利比里亚军队运送到加里纳斯地区，以惩罚那里坚持贩卖奴隶的利比里亚人。
1908年2月6日，利比里亚边防部队（LFF）在500名黑殖民者民兵的基础下宣布成立。LFF最初的任务是在内陆地区的边界巡逻防止英国和法国的领土野心，同时用于保持国家稳定。LFF最初由英国少校麦凯·卡德尔（MacKay Cadell）指挥，在他抱怨部队没有得到适当的报酬后，很快就在武器威胁下被替换。
1912年，美国通过派遣大约五名美国黑人军官帮助重组部队，与利比里亚建立了军事联系。LFF早年经常通过强行从内陆地区招募人员。当被派往内陆地区平息部落动乱时，部队往往靠他们所平息的地区生活，作为一种社区惩罚形式。该部队的军官来自沿海贵族或部落精英。

### 世界大战
利比里亚在第一次世界大战和第二次世界大战中都加入了盟国。但该国唯一被派遣到海外的部队是在第一次世界大战期间被派往法国的几个人，以及在第二次世界大战中报告的由美国指挥的志愿者，但没有人在这两次战争中参加过战斗。二战期间，美国在该国的参与程度大大增加。为了保证世界上最大的橡胶种植园（自1926年以来由费尔斯通公司在哈贝尔经营）的稳定橡胶供应，美国政府在全国各地修建了公路，创建了一个国际机场（被称为罗伯茨国际机场），并通过建设深水港（蒙罗维亚自由港）改造了首都。在战争期间，美国提供的资金使得其它部队的兵力增加到1500人左右。武装部队在训练方面几乎完全依赖美国的援助，而非美国的训练往往是短暂的和没有灵魂的，除了一些零星的近距离演习外，几乎没有什么成就。
由于美国的武器销售，到20世纪20年代，利比里亚部队装备了美国的克拉格和皮博迪步枪，以及德国的毛瑟枪。
由准将珀西·李·萨德勒 (Percy Lee Sadler) 指挥的驻利比里亚美军还在二战后期建立了一所军官候选人学校，使用从驻该国美军中选出的教官。 学校开办了两门课程，毕业了近300名新军官。 直到二十年后的 1964 年，这300名军官仍然占 AFL 军官队伍的 50% 以上。